# Ceri Holland
Ceri Holland (* 12. Dezember 1997 in Skipton) ist eine walisische Fußballspielerin. Seit Januar 2021 ist sie Vertragsspielerin des FC Liverpool und seit April 2021 A-Nationalspielerin.

## Karriere

### Vereine
Holland gehörte im Seniorinnenbereich zunächst von März bis Juni 2016 der U21-Mannschaft von Manchester City an – ohne Spieleinsatz.
Mit ihrem Abschluss an der South Craven School, eine koedukative Sekundarschule mit Akademiestatus in Cross Hills in North Yorkshire, begab sie sich in die Vereinigten Staaten an die University of Kansas in Lawrence für die Aufnahme eines Studiums. Während ihrer von 2017 bis 2020 währenden Studienzeit kam sie auch für das Sport-Team der Bildungseinrichtung, den Jayhawks, in 70 Meisterschaftsspielen der Big 12 Conference innerhalb der NCAA Division I zum Einsatz, in denen sie 13 Tore erzielte.
Nach ihrem Studium im Januar 2021 nach England zurückgekehrt, spielte sie ab Februar 2021 für den FC Liverpool, zunächst in der zweithöchsten Spielklasse, der Women’s Championship. In ihren ersten drei Punktspielen (am 7. und 28. Februar sowie am 14. März) erzielte sie jeweils ein Tor; anschließend kam sie in vier aufeinander folgenden Spieltagen zu weiteren Punktspielen. In der Folgesaison kam sie in 21 von 22 Punktspielen (außer am 14. Spieltag) zum Einsatz und trug somit zur Meisterschaft in dieser Spielklasse, gleichbedeutend mit dem Aufstieg in die höchste Spielklasse, der FA Women’s Super League, bei.
Ihr Debüt in dieser Spielklasse gab sie am 18. September 2022 (2. Spieltag) beim 2:1-Sieg im Heimspiel gegen den FC Chelsea; ihr erstes Tor erzielte sie am 4. Dezember 2022 (9. Spieltag) beim 2:0-Sieg im Heimspiel gegen die Frauenfußballmannschaft von West Ham United mit dem Treffer zur 1:0-Führung in der dritten Minute.

### Nationalmannschaft
Holland, Waliserin mütterlicherseits, gab ihr Debüt für den FAW in der U19-Nationalmannschaft, die am 15. September 2015 im Park Hall Stadium im Nordosten von Oswestry das erste Spiel der ersten Qualifikationsrunde mit 1:4 gegen die U19-Nationalmannschaft Aserbaidschans verlor; sie hatte ihre Mannschaft mit dem Treffer zum 1:0 in der 22. Minute in Führung und damit ihr erstes Länderspieltor geschossen. In den beiden folgenden Spielen (2:3 vs. Kroatien am 17. September (1 Tor), 0:6 vs. Belgien am 20. September) wurde sie ebenfalls eingesetzt.
Für die A-Nationalmannschaft debütierte sie am 9. April 2021 in Cardiff bei der 0:3-Niederlage im Freundschaftsspiel gegen die Nationalmannschaft Kanadas 90 Minuten lang. Vier Tage später gelang an selber Spielstätte ein 1:1-Unentschieden im Freundschaftsspiel gegen die Nationalmannschaft Dänemarks.
Mit der Mannschaft nahm sie am Turnier um den Pinatar Cup 2022 und 2023 teil und bestritt in beiden jeweils drei Spiele. Bei ihrer zweiten Teilnahme erzielte sie im dritten Spiel am 21. Februar beim 1:1-Unentschieden gegen die Nationalmannschaft Schottlands mit dem Treffer zum Endstand in der 42. Minute ihr erstes Turniertor. Zwischen den beiden Turnieren wurde sie am 28. Juni 2022 auch im torlosen Freundschaftsspiel gegen die Nationalmannschaft Neuseelands berücksichtigt. Drei weitere Freundschaftsspiele folgten am 6. und 11. April sowie am 9. Juli 2023 (4:1 vs. Nordirland, 1:1 vs. Portugal, 0:2 vs. USA).
Des Weiteren bestritt sie die ersten fünf und die letzten vier von zehn Spielen der WM-Qualifikationsgruppe I sowie die beiden Ausschlussspiele der ersten und zweiten Runde. Im ersten WM-Qualifikationsspiel am 17. September 2021, beim 6:0-Sieg über die Nationalmannschaft Kasachstans im Parc y Scarlets in Llanelli, erzielte sie mit dem Treffer zum Endstand in der Nachspielzeit ihr erstes A-Länderspieltor. Mit ihrer Mannschaft war sie auch im Turnier um die Nations League 2023/24 vertreten und kam in fünf von sechs Spielen der Gruppe A3 zum Einsatz.
Sie kam ferner in fünf von sechs Spielen der EM-Qualifikationsgruppe B4 sowie in jeweils zwei Spielen der ersten und zweiten Ausscheidungsrunde gegen die Nationalmannschaften der Slowakei (2:1, 0:2 n. V.) und Irlands (1:1, 2:1) zum Einsatz. Mit dem 2:1-Sieg im Rückspiel im Dubliner Aviva Stadium qualifizierte sich ihre Mannschaft das erste Mal für eine Europameisterschaft und konnte an der vom 2. bis zum 27. Juli 2025 in der Schweiz stattgefundenen Endrunde (Gruppe D) teilnehmen. Am 19. Juni 2025 wurde sie für die Endrunde nominiert. Sie wurde in den drei Gruppenspiel eingesetzt, nach denen die Waliserinnen ausschieden.

## Erfolge
Nationalmannschaft
- Zweiter Pinatar-Cup 2023, Vierter 2022

FC Liverpool
- Meister Women’s Championship 2022 und Aufstieg in die FA Women’s Super League